# Yang Biao
Pour les articles homonymes, voir Yang.
Yang Biao est un ministre et général chinois de l'époque des Trois Royaumes (220-265). Yang Biao se rebiffe contre le Premier ministre Li Jue. Il commandite alors le meurtre de ce dernier en poussant Guo Si à l'affronter en duel. Par la suite, c'est lui qui veut s'emparer de la direction du gouvernement pour « restaurer la grandeur des Han », mais les eunuques l'éliminent.